# Henry Mordaunt, 2. Earl of Peterborough

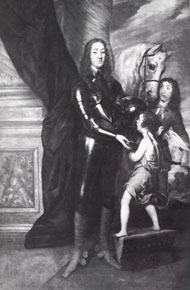
Henry Mordaunt, 2. Earl of Peterborough

Henry Mordaunt, 2. Earl of Peterborough, KG, PC, FRS (* 15. November 1621 in England; † 19. Juni 1697 ebenda) war ein englischer Höfling, Peer, Politiker und Offizier.

## Werdegang
Henry Mordaunt war der älteste Sohn von John Mordaunt, 1. Earl of Peterborough († 1642) und seiner Ehefrau Elizabeth, Tochter von William Howard, 3. Baron Howard of Effingham (1577–1615). Er erhielt am Eton College Unterricht von Sir Henry Wotton (1568–1639) und wurde kurz vor dem Ausbruch des Ersten Englischen Bürgerkrieges nach Frankreich geschickt, um dort in Sicherheit zu sein. Nach Ausbruch des Krieges kehrte er aber 1642 nach England zurück und diente eine kurze Weile in der parlamentarischen Armee, wo er die krankheitsgeplagte Kavallerieeskadron seines Vaters kommandierte. Nach dessen Tod desertierte er im April 1643 und lief zu den Royalisten unter Karl I. in Oxford über. Als neuer Earl of Peterborough trat er der Kavallerie bei und nahm 1643 an den Schlachten von Bristol, Gloucester und Newbury teil. Bei der Schlacht von Newbury am 20. September 1643 wurde er am Arm und Oberschenkel verwundet, als sein Pferd unter ihm erschossen wurde. Während des folgenden Sommers und Winters 1644 kommandierte er ein Regiment im Westen, welches er auf seine eigenen Kosten ausgehoben hatte, und nahm mit diesem an den Schlachten von Cropredy Bridge und Lostwithiel teil.
Im Dezember 1644 heiratete er Lady Penelope O’Brien († April 1702), die einzige Tochter von Barnabas O’Brien, 6. Earl of Thomond († 1657). Mordaunt verbrachte die Folgezeit in Frankreich. 1646 kehrte er nach England zurück, um gegen Zahlung eines Bußgeldes seine Ländereien zurückzuerhalten.
Als er im Sommer 1647 durch Ampthill nach Hampton Court Palace reiste, kam es zu einer privaten Unterredung mit Karl I., welche ihn dazu veranlasste, ein letztes Mal für den König zu kämpfen, als er sich im Juli 1648 mit George Villiers, 2. Duke of Buckingham (1628–1687) und Henry Rich, 1. Earl of Holland (1590–1649) unter der königlichen Standarte in Dorking in Surrey zusammenschloss. Der Plan, die Stadt Reigate anzugreifen, scheiterte. Die parlamentarischen Truppen trieben sie wieder nach Kingston upon Thames zurück, von wo sie sich am 7. Juli in die Nachbarschaft von Harrow zerstreuten. Mordaunt wurde schwer verwundet, konnte aber nach Antwerpen fliehen. Im Mai 1649 kehrte er nach England zurück, um erneut gegen Zahlung eines Bußgeldes seine Ländereien zurückzuerhalten.
Nachdem die Monarchie in England unter König Karl II. wiederhergestellt war, vereinbarte der König 1661 die Eheschließung mit Katharina von Braganza (1638–1705) und erhielt unter anderem die Stadt Tanger im heutigen Marokko als Teil ihrer Mitgift. Er ernannte Mordaunt zum Gouverneur, der dort am 30. Januar 1662 ankam. Er ließ den Stadthafen befestigen und kehrte 1663 nach England zurück. Er diente während des Zweiten Englisch-Niederländischen Krieges zuerst als Freiwilliger in der Flotte unter Edward Montagu, 1. Earl of Sandwich (1625–1672) und danach 1665 als Kommandant der Unicorn in der Seeschlacht bei Lowestoft unter James Stuart, Duke of York sowie noch einmal 1672 im Dritten Englisch-Niederländischen Krieg als Kommandant der Prince bei der Seeschlacht von Solebay. 1670 wurde er zum Groom of the Stool des Duke of York ernannt und am 24. Februar 1673 zum Sonderbotschafter, welcher die Bedingungen zur angedachten Ehe mit der Erzherzogin Claudia Felizitas von Innsbruck aushandeln sollte. Kurz nachdem er den Ärmelkanal überquert hatte, erhielt er die Nachricht, dass Kaiser Leopold I. selbst beabsichtige, die Erzherzogin zu heiraten. Er kehrte daraufhin unverrichteter Dinge wieder nach England zurück. Danach wurde er beauftragt, die Prinzessin Maria von Modena (1658–1718) und mehrere andere Ladys genau in Augenschein zu nehmen, unter denen der Duke of York seine Wahl zwecks Eheschließung treffen sollte. Am Ende fiel die Wahl auf die noch fünfzehnjährige Maria von Modena. Mordaunt reiste daraufhin im August 1673 nach Modena. Nach einigen Bedenken bzgl. Religionsfragen erließ Papst Clemens X. ein Dispens, nach dem der Eheschließung zwischen einer katholischen Prinzessin mit einem Prinzen, der kein erklärter Katholik war, nichts mehr im Wege stand. Die Trauung fand per procurationem am 20. September 1673 im herzoglichen Palast zu Modena statt. Stellvertretend für den abwesenden Bräutigam nahm Mordaunt dessen Stelle ein und begleitete die Prinzessin dann nach England.
Am 10. Juli 1674 wurde er in den Kronrat berufen und 1676 zum stellvertretenden Earl Marshal ernannt. Auf den Verdacht der Mittäterschaft an der Papisten-Verschwörung enthob man ihn aber 1680 wieder dieses Postens, aberkannte ihm seine Rente und schloss ihn aus dem Kronrat aus. Trotz Fiebers schleppte er sich dann am 7. Dezember zur Westminster Hall, um gegen die Verurteilung von William Howard, 1. Viscount Stafford (1614–1680) zu stimmen. Im Oktober 1681 wurde er durch den Duke of York nach Schottland beordert, den er im folgenden März auf dessen Rückreise wieder nach England begleitete. Am 28. Februar 1683 nahm er erneut seinen Platz im Kronrat ein.
Bei der Krönung von Jakob II. 1685 trug er das St. Edwards Zepter. Zu jenem Zeitpunkt war Mordaunt sein Groom of the Stool, seit 1685 Ritter des Hosenbandordens und Colonel des 3rd Regiment of Horse. Im März 1687 trat er in die römisch-katholische Kirche ein. Als der König dann 1688 nach Frankreich floh, wurde Mordaunt am 24. Dezember in der Nähe der Hafenstadt Ramsgate gefangen genommen, als er mit ihm versuchte zu fliehen und wurde anschließend in den Tower of London gebracht.
Er wurde aller seiner früheren Ämter enthoben und zusammen mit James Cecil, 4. Earl of Salisbury (1666–1694) am 26. Oktober 1689 wegen seiner Konversion zum Katholizismus des Hochverrats angeklagt. Die Verfahren kamen allerdings ins Stocken, so dass er am 9. Oktober 1690 gegen Kaution freigelassen wurde. Im Februar 1696 fiel er erneut unter den Verdacht landesverräterischen Handelns und wurde daraufhin unter Hausarrest gestellt, der dieses Mal lediglich bis zum folgenden Mai andauerte. Mordaunt war Gutsherr von Turvey in Bedfordshire und Drayton in Northamptonshire sowie viele Jahre lang Lord Lieutenant von Northamptonshire. Er starb am 19. Juni 1697 und wurde in der Pfarrkirche von Turvey bestattet.

## Familie
Mordaunt hatte zwei Geschwister, einen jüngeren Bruder, John Mordaunt, 1. Viscount Mordaunt (1626–1675), und eine Schwester, Elizabeth, welche mit Thomas Howard, 2. Baron Howard of Escrick (1625–1678), verheiratet war. Mit seiner Ehefrau Lady Penelope O’Brien hatte er zwei gemeinsame Töchter:
- Lady Elizabeth Mordaunt, starb unverheiratet.
- Mary Mordaunt, 7. Baroness Mordaunt (1659–1705), ⚭ (1) 1677–1700 Henry Howard, 7. Duke of Norfolk (1655–1701), ⚭ (2) 1701 Sir John Germaine, 1. Baronet (um 1650–1718).

Seine Witwe war bis zu ihrem Tod 1702 die Kammerdienerin von Königin Maria. Bei seinem Tod erbte seine Tochter seinen nachgeordneten Titel Baron Mordaunt als 7. Baroness. Sein Titel Earl of Peterborough war hingegen nur in männlicher Linie vererbbar und fiel an seinen Neffen Charles Mordaunt (1658–1735).